# Tomás Delfino dos Santos
Tomás Delfino dos Santos, mais conhecido como Tomás Delfino (Rio de Janeiro, 24 de setembro de 1860 — 9 de junho de 1947) foi um médico e político brasileiro.
Foi senador pelo então Distrito Federal de 1896 a 1906, além de deputado federal de 1894 a 1896 e de 1912 a 1917.